# Córrego do Buriti
O córrego dos Buritis é um curso de água do estado de Minas Gerais, Brasil. É um afluente do rio Paranaíba, na bacia hidrográfica do rio Paranaíba tem sua mais alta nascente na Serra do Baú, no limite dos municípios de Ipiaçu e Ituiutaba, e deságua no rio Paranaíba no limite dos Município de Ituiutaba e Ipiaçu e na divisa com o estado de Goiás.

## Geografia
Possui uma extensão total de 12 quilômetros e uma declividade média de 1433,3 centímetros por quilômetro.
Está no limite dos municípios de Ipiaçu e Ituiutaba em toda a sua extensão.

### Afluentes
- Córrego do Lambari[1]
- Córrego do Barreiro[1]